# Attale de Bobbio
Pour les articles homonymes, voir Attale.
Attale, ou Attala dit Attale de Bobbio est né au VIe siècle en Bourgogne, et mort en 627 à Bobbio. Il était disciple de saint Colomban, et lui a succédé à la tête de l'abbaye de Bobbio.
Saint chrétien, il est fêté le 10 mars.

## Biographie
Attale fut d'abord moine à l'abbaye de Lérins, mais déçu par la discipline relâchée de cette abbaye, il entra au monastère de Luxeuil qui venait juste d'être fondé par saint Colomban. Quand Colomban en fut expulsé par le roi Théodoric II, il fut pressenti pour lui succéder, mais préféra le suivre en exil. Ils s'installèrent sur les rives de la rivière Trebbia, au nord est de Gênes, où ils fondèrent ensemble l'abbaye de Bobbio.

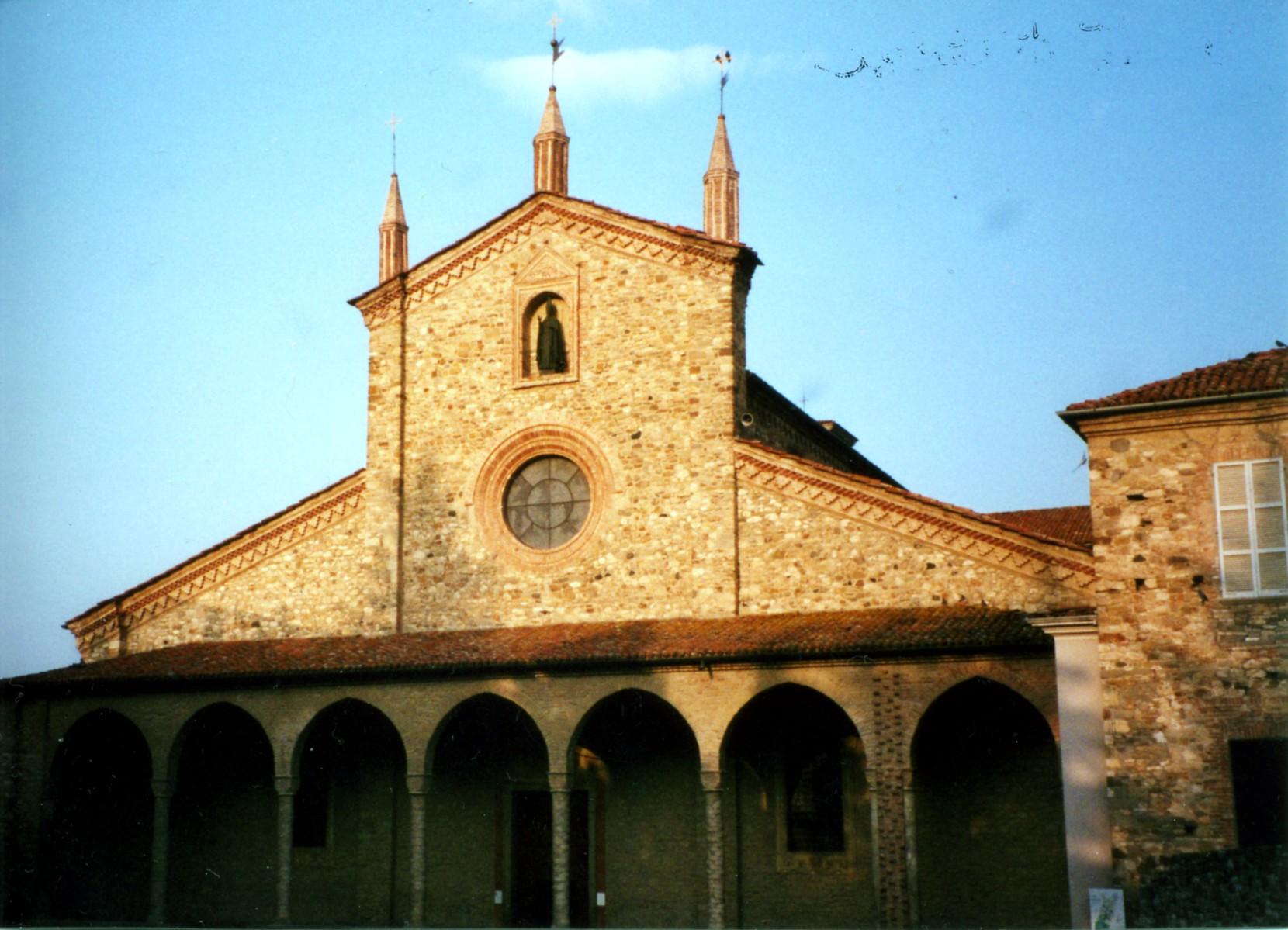
L'abbaye de Bobbio.

À la mort de saint Colomban, en 615, Attale lui succéda en tant qu'abbé de Bobbio. Lui et sa communauté ont connu de nombreuses difficultés avec le roi Arioald, partisan de l'arianisme. En tant qu'abbé, Attale maintenait une sévère discipline, et quand ses moines se rebellèrent en estimant que celle-ci était trop rigoureuse, il les autorisa à quitter le monastère. Cependant, plusieurs finirent misérablement, et les autres, considérant que leur mort était signe de la punition divine, réintégrèrent le monastère.
Attale est inhumé à Bobbio.

## Sources
- (en)  Cet article contient des extraits traduits d'un article de la Catholic Encyclopedia dont le contenu se trouve dans le domaine public.

- (en) Cet article est partiellement ou en totalité issu de l’article de Wikipédia en anglais intitulé « Saint Attala » (voir la liste des auteurs).